# Arandina Club de Fútbol
La Arandina Club de Fútbol es un equipo de fútbol de la localidad de Aranda de Duero (Burgos, Castilla y León, España). El club se fundó en 1987 tras la desaparición de la Sociedad Gimnástica Arandina. En la temporada 2023-24 juega en el Grupo I de la Segunda Federación. Disputa sus partidos como local en el Estadio El Montecillo.

## Historia

### Antecedentes: la Sociedad Gimnástica Arandina
El equipo se fundó en 1928 a partir de un club anterior, el Club Deportivo Aranda, que empieza a desarrollar su andadura por el fútbol con varios partidos a nivel regional. A partir de 1927 un empresario del carbón, Julio Mitjavilla, impulsa la formación de una sociedad deportiva oficial, que además de fútbol ofreciese a los ciudadanos de Aranda de Duero y alrededores distintas opciones deportivas. El 8 de enero de 1928 se constituye la sociedad, con Don Alberto Martínez como su primer presidente. Con la marcha de Mitjavilla, el equipo desapareció a los tres años.
Sin embargo, la Sociedad Gimnástica vuelve a existir a partir de 1948, con la inauguración de un estadio conocido como "Campo de Deportes de la Virgen de las Viñas" y la formación de una nueva plantilla de jugadores. En ese año adapta unos nuevos colores, el blanco y el azul. Disputa en sus primeros años de existencia competiciones regionales en Palencia y Burgos, hasta que en 1956 son admitidos en la liga de fútbol española, partiendo de las divisiones inferiores.
En 1975, el equipo consiguió ascender a Tercera División. En esos años emprende la construcción de su nuevo estadio, "El Montecillo", y se refuerza con jugadores de otras formaciones. Después de alcanzar las primeras posiciones de su grupo en la temporada 1979-80, un empate a uno, gol del extremo izquierda Baranda ante la Gimnástica de Torrelavega en el Malecón el 1 de junio de 1980 les permitió ascender a Segunda División B por primera vez en su historia.
Después de permanecer solo durante una temporada en la tercera categoría del fútbol español, el equipo continuó jugando en Tercera División hasta la campaña 1986-87, cuando se retiró de la competición en las primeras jornadas y posteriormente anunció su desaparición.

### Trayectoria histórica de la Sociedad Deportiva Gimnástica Arandina
Notas: (Estructura piramidal de ligas en España)
- Las temporadas 1936-37, 1937-38 y 1938-39 no fueron disputadas debido a la guerra civil española.
- La Segunda División B fue introducida en 1977 como categoría intermedia entre la Segunda División y Tercera División.

### El club actual: Arandina Club de Fútbol

#### Tomando el relevo

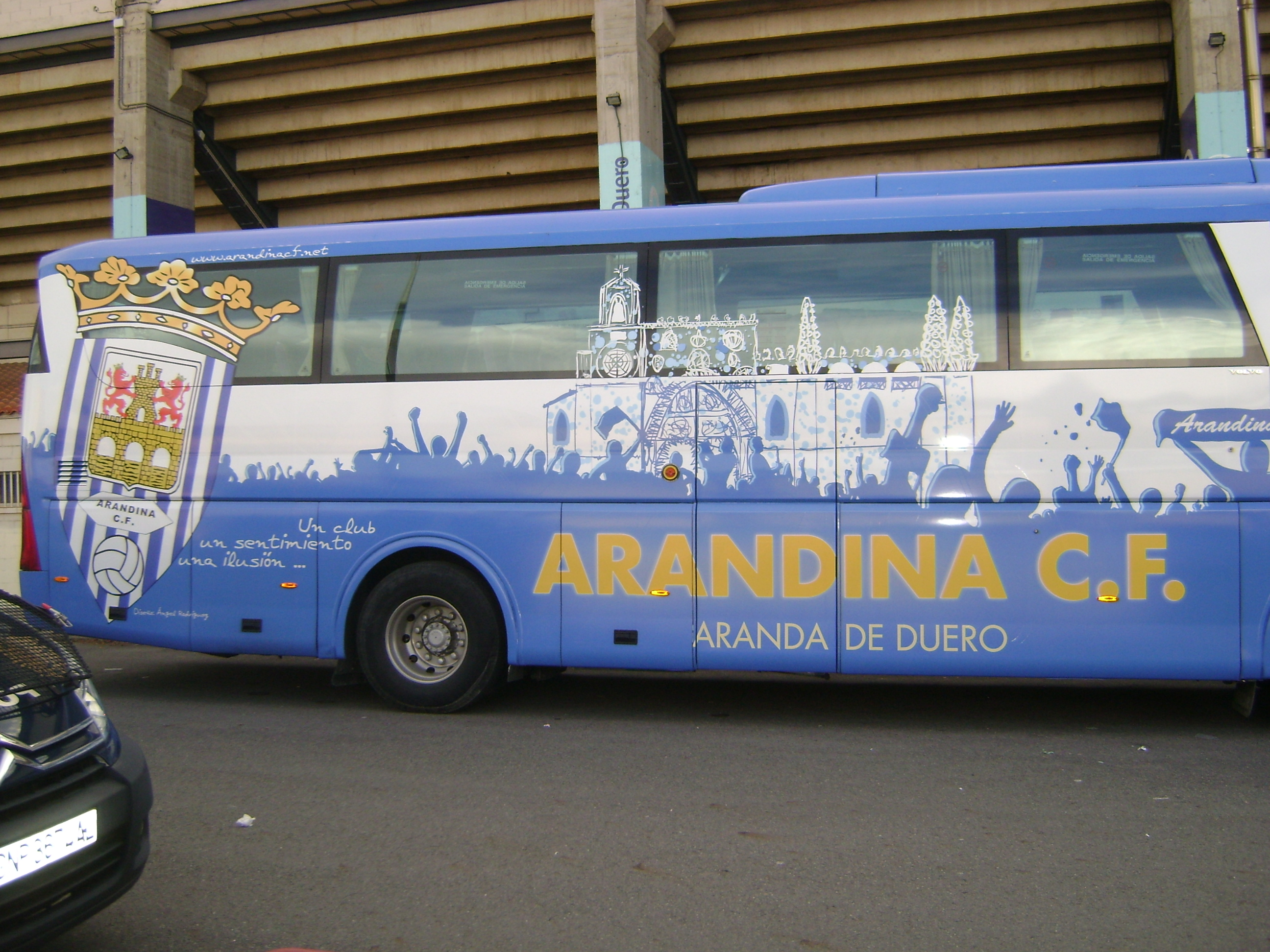
Autobús oficial de la Arandina C.F.

Tras la desaparición de la Gimnástica Arandina, en 1987 se crea un nuevo equipo de fútbol a partir de la U.D. Aranda, que en esos momentos militaba en la Regional Preferente de Castilla y León. Sería conocido como Arandina Club de Fútbol y en solo un año retornaría a la Tercera División, donde se mantuvo con ciertas dificultades y altibajos hasta el año 2001, cuando perdió la categoría.
En la temporada 2003-04 el equipo regresó a esta competición, firmando un decimoséptimo lugar que casi le lleva a un nuevo descenso. Sin embargo, en años posteriores invirtió en nuevos jugadores y pasó a optar a las posiciones altas de la tabla, llegando incluso a jugar en 2008, y por vez primera, los play-off de ascenso a Segunda B. Sin embargo se quedó a las puertas de ese objetivo, al ser derrotado en el partido final por la Unió Esportiva Sant Andreu.
El año siguiente, 2009, el equipo volvió a registrar una temporada excepcional, esta vez con Carlos Rivero al frente como entrenador. Sin embargo, los inoportunos descensos de varios conjuntos de Castilla y León hizo que el grupo se tornara excesivamente competitivo. Burgos C.F., C.F. Palencia (descendidos el año anterior), y C.D. Mirandés, junto a Real Ávila, completaron la parrilla de plazas por el play-off. La Arandina a pesar de realizar una temporada envidiable y hacerse con plazas donde antaño no había logrado puntuar, terminó la competición quinta, perdiendo toda opción a participar en la fase de ascenso.
El año 2010 fue el final de un nuevo ciclo. Carlos Rivero se despedía a final de temporada del conjunto que le hiciera grande como entrenador y que él consideraba su "casa", para recalar en el equipo técnico de las categorías inferiores del Getafe CF. Atrás había dejado una temporada donde la Arandina Club de Fútbol había seguido grabando récords; esta vez el de posición, terminando tercero el equipo con 72 puntos en su casillero. A su marcha, muchos nombres sonaron para hacerse cargo del banquillo ribereño, siendo José "Chino" Zapatera (ex-Real Ávila dos años atrás), el elegido finalmente para dirigir los intereses del conjunto blanquiazul.
El 26 de junio de 2011 y tras una ardua temporada compitiendo en el Grupo VIII de la Tercera División con el añadido además de lo que unas semifinales de Copa Federación significan, el conjunto entrenado por Zapatera logra en Alcobendas (tras un vídeo que dio la vuelta a España acerca del sorteo de la última eliminatoria del play-off donde se ve al presidente del Alcobendas trucando el sorteo para jugar con la Arandina), el ascenso a Segunda División B. Atrás quedaban treinta años luchando por volver a ver a la digna sucesora de la Gimnástica Arandina, de nuevo en una categoría superior. Fue en Alcobendas, contra el Sport y tras haber vencido a los madrileños por 1-0 en El Montecillo y certificar la victoria final en el José Caballero, (1-2 a favor también de los ribereños), ante prácticamente un millar de aficionados arandinos desplazados al cinturón de la capital de España.
El 20 de agosto de 2011 la Arandina debuta en Segunda División B contra la Gimnástica y cae derrotada por 3-2. La Arandina finaliza la temporada con 39 puntos, y tan solo una mala racha en los últimos siete partidos apea a la Arandina de la salvación. A pesar de no conseguir la permanencia, la Arandina consigue victorias de mérito contra Deportivo Alavés, Osasuna Promesas o Sestao River, además de vencer los cuatro partidos contra los equipos recién ascendidos de su región Burgos C.F. y Gimnástica Segoviana y un valioso empate contra el C.D. Mirandés, actualmente en Segunda División y ese año semifinalista de la Copa del Rey. El 6 de mayo de 2012 la Arandina certifica su descenso al caer derrotado por 1-2 en su campo contra la S.D. Ponferradina
A pesar de haber disputado sin éxito otra promoción de ascenso a Segunda División B hace tres temporadas cayó ante la UE Olot en la tercera y última ronda, y hace dos campañas, el club ribereño hacía lo propio en la segunda eliminatoria ante el CD Eldense. En la temporada (2014/2015), consigue llevar a cabo un gran año proclamándose Campeón del grupo VIII por primera vez en su historia. Dicho título le permite jugar la Eliminatoria de Campeones para el ascenso a Segunda División B contra el Algeciras CF. Tras el 0-0 de la ida en un partido abrupto y de viento racheado, los blanquiazules conseguían ante más de 6000 espectadores y en el Nuevo Mirador de la ciudad andaluza, un empate (1-1) que terminaba por devolver a los ribereños a la categoría de bronce del fútbol español.
Tras una temporada aceptable, y a pesar de una mala racha de derrotas consecutivas, la escuadra blanquiazul se mantuvo en la categoría. La directiva decidió dar por finalizada la etapa de Javier Bermúdez e introdujo en el cargo a Emilio Ferreras.
En la temporada 2016/17 desciende a la Tercera División a falta de dos jornadas al empatar contra el filial del Celta de Vigo.
Ya en el Grupo VIII de la Tercera División logra un récord de nivel nacional (1.ª División, 2.ª División, 2.ª División B y 3.ª División) en una temporada espectacular: catorce victorias consecutivas sin recibir gol. Los ribereños acaban la temporada en el 2.º puesto de la tabla clasificatoria con 77 puntos, firmando una remontada extraordinaria tras una discreta primera vuelta (28 puntos) con relevo en el banquillo (Javier Álvarez de los Mozos en lugar de Diego Rojas). Los arandinos superaban la primera eliminatoria de la fase de ascenso al vencer por 2-0 en la prórroga al Sestao River Club remontando el 1-0 de la derrota en el choque de ida en Las Llanas. Sin embargo, en la segunda eliminatoria el equipo burgalés se enfrentó a la UD Almería B , empatando 0-0 en territorio arandino y cayendo por 3-2 en el encuentro de vuelta celebrado en el Estadio de los Juegos Mediterráneos con un gol muy polémico del filial almeriense en el minuto 94.

### Cambio de Segunda División B y Tercera División a "Primera RFEF", "Segunda RFEF" y "Tercera RFEF"
Notas: (Estructura piramidal de ligas en España)
- En la temporada 2021-2022 se reestructuraron las categorías del fútbol español pasando a denominarse las categorías no profesionales como 1.ª división RFEF que será el equivalente a la 3.ª categoría, 2.ª división RFEF que será el equivalente a la 4.ª categoría y 3.ª división RFEF que será el equivalente a la 5.ª categoría, desapareciendo Segunda División B.

## Datos del club
- Temporadas en Primera División: 0
- Temporadas en Segunda División: 0
- Temporadas en Segunda División B: 3 (4 incluyendo las participaciones de la Sociedad Gimnástica Arandina)
- Temporadas en Tercera División: 27 (incluida temporada 2019-20) (48 incluyendo las participaciones de la Sociedad Gimnástica Arandina)
- Mejor puesto en la liga: 15.º (2.ª B, temporada 2015/16)
- Peor puesto en la liga: 19.º (Tercera División, temporada 2000-01)
- Temporada con más puntos: 82 (Tercera División, 2012-13)
- Puesto actual clasificación histórica 2ª división B de España: 248
- Puesto actual clasificación histórica 3ª división de España: 136
- Participaciones en Copa del Rey: 2 temporadas (8 incluyendo las participaciones de la Sociedad Gimnástica Arandina)

## Escudo
El escudo de la Arandina Club de Fútbol apenas ha variado del modelaje original de su predecesora, la Gimnástica Arandina. Así pues, al margen de la corona y del laurel que bordea el anagrama, en el cuerpo del mismo, puede verse incrustado un balón (símbolo del deporte al que se hace referencia), los colores de la entidad, y sobre ellos, el distintivo del lugar de origen, el escudo de la Insigne e Ilustrísima Villa de Aranda de Duero.

## Indumentaria
La equipación de la Arandina Club de Fútbol está basada en la del anterior club existente en la localidad, cuyo creador fue Santiago Arranz "Piru" al cual se le desprestigió de mala manera y consta de una camiseta con colores blanquiazules, mientras que el segundo uniforme es completamente amarillo. Cuenta como patrocinador principal con Autocares Patri, aunque también mantiene colaboraciones con otras empresas locales.
- Uniforme titular: Camiseta blanca y azul a rayas verticales, pantalón azul, medias blanquiazules.

- Uniforme alternativo: Camiseta amarilla, pantalón amarillo, medias amarillas.

## Estadio
El campo de juego donde el equipo disputa sus partidos como local es El Montecillo, con capacidad para 5000 espectadores sentados. El terreno de juego es de hierba natural y tiene unas medidas de 105 X 68m. Fue construido en 1977 para adaptarse a los estándares requeridos por la Federación Española de Fútbol para los equipos de competiciones nacionales.
El partido de inauguración fue el 8 de diciembre de 1977 frente al CD Guadalajara con resultado de 1-0 para el equipo local.
Los partidos más destacados en el estadio son los siguientes:
- En 2008 se disputó la final de la Copa del Rey Juvenil entre F. C. Barcelona y Sevilla F. C.

- En  verano de 2010 se jugó un partido de la clasificación de la selección de fútbol femenino entre España e Inglaterra con resultado final de 2-2.

- El 18 de junio de 2011 se produce el primer lleno reconocido en el partido de ida de la final de play-off de ascenso a Segunda División "B" frente al Alcobendas Sport y tras la comprometida situación de una semana tensa por asuntos extradeportivos, algo que hace que la afición arandina se vuelque con su equipo como nunca, consiguiendo "vestir" de blanco y azul la totalidad del aforo. El resultado se saldó con 1-0 a favor del conjunto local.

### Otras instalaciones
La Arandina cuenta en los anexos al estadio El Montecillo con tres campos de fútbol 11 y 4 de fútbol 7 (uno de hierba natural y el resto de hierba artificial) donde disputan las categorías inferiores de la Arandina sus partidos.

## Organigrama deportivo

### Plantilla y cuerpo técnico 2023-2024
- En 1.ª y 2.ª desde la temporada 1995-96 los jugadores con dorsales superiores al 25 son, a todos los efectos, jugadores del filial y como tales, podrán compaginar partidos con el primer y segundo equipo. Como exigen las normas de la LFP, los jugadores de la primera plantilla deberán llevar los dorsales del 1 al 25. Del 26 en adelante serán jugadores del equipo filial.
- Como exigen las normas de la RFEF desde la temporada 2019-20 en 2.ªB y desde la 2020-21 para 3.ª, los jugadores de la primera plantilla deberán llevar los dorsales del 1 al 22, reservándose los números 1 y 13 para los porteros y el 25 para un eventual tercer portero. Los dorsales 23, 24 y del 26 en adelante serán para los futbolistas del filial, y también serán fijos y nominales.
- Los equipos españoles están limitados a tener en la plantilla un máximo de tres jugadores sin pasaporte de la Unión Europea. La lista incluye solo la principal nacionalidad de cada jugador.La lista incluye sólo la principal nacionalidad de cada jugador. Algunos de los jugadores no europeos tienen doble nacionalidad de algún país de la UE:

```
LEYENDA
 
* 
Canterano
: 
 
* 
Pasaporte europeo
: 
 
* 
Extracomunitario sin restricción
: 

* Extracomunitario: 
 
* 
Formación
: 

* Cedido al club: 

* Cedido a otro club: 
```

## Palmarés

### Torneos nacionales
- Tercera División de España (Grupo VIII de Castilla y León) : 2014-15
- Tercera Federación (Grupo VIII) : Tercera Federación 2022-23
- Primera Regional: 2002-03

### Torneos amistosos
- Trofeo Cervantes (1): 2024.[12]

## Temporada a temporada

### Participaciones en Copa del Rey
Información:
| Temporada | Ronda                         | Rival                    | Local | Visitante   | Global      |  |
| --------- | ----------------------------- | ------------------------ | ----- | ----------- | ----------- |  |
| 1977-78   | Primera ronda                 | Real Unión Club          | 2-1   | 0-4         | 2-5         |  |
| 1978-79   | Primera ronda                 | CD Logroñés              | 4-2   | 1-5         | 5-7         |  |
| 1979-80   | Primera ronda                 | Real Valladolid Promesas | 0-0   | 0-1         | 0-1         |  |
| 1980-81   | Primera ronda                 | Palencia CF              | 1-1   | 0-5         | 1-6         |  |
| 1982-83   | Primera ronda                 | Calvo Sotelo CF          | 3-1   | 0-1         | 3-2         |  |
| 1982-83   | Segunda ronda (1/64)          | Palencia CF              | 0-2   | 1-2         | 1-4         |  |
| 1983-84   | Primera ronda                 | Real Oviedo Aficionados  | 3-2   | 0-5         | 3-7         |  |
| 1990-91   | Primera ronda                 | Palencia CF              | 0-1   | 4-3 → p ?-? | 4-4 → p ?-? |  |
| 1990-91   | Segunda ronda                 | SD Ponferradina          | 2-3   | 0-8         | 2-11        |  |
| 2015-16   | Primera ronda                 | Condal Club              |       | 4-1         | 4-1         |  |
| 2015-16   | Segunda ronda (1/64)          | CF Reus Deportivo        | 2-4   |             | 2-4         |  |
| 2023-24   | Primera ronda (1/64)          | Real Murcia CF           | 1-0   |             | 1-0         |  |
| 2023-24   | Segunda ronda (1/32)          | Cádiz CF                 | 2-1   |             | 2-1         |  |
| 2023-24   | Dieciseisavos de final (1/16) | Real Madrid CF           | 1-3   |             | 1-3         |  |

## Controversia
El 11 de diciembre de 2017, tres jugadores de la Arandina fueron detenidos tras ser acusados de agresión sexual a una menor de edad de 15 años. La entidad procedió inmediatamente a expulsarles del club expresando su máxima condena a cualquier acto de violencia sexual y poniéndose a disposición de la familia de la menor. Dos años después de los hechos, los tres exjugadores fueron condenados a 14 años de prisión cada uno por el delito de agresión sexual, más 24 años por la cooperación necesaria, sumando así un total de 38 años de prisión. También fueron condenados a pagar una indemnización conjunta de 50 000 euros. Sin embargo, esta sentencia fue modificada sustancialmente por el Tribunal Superior de Justicio de Castilla y León, que tras considerar que los actos de los exjugadores constituyeron el delito de abuso sexual y no de agresión sexual, rebajó las penas a 4 y 3 años de prisión respectivamente a dos imputados, y absolvió a uno de los acusados al aplicar «la atenuante muy cualificada del artículo 183 quater».
Por su parte, el activista político español Bertrand Ndongo se hizo eco de la controversia en diciembre de 2019, atribuyendo parcialmente la responsabilidad de lo sucedido a la víctima menor de edad, al considerar que «estas chicas consumen alcohol, fuman y suben a Instagram fotos de sus culos y sus tangas, pero cuando luego pasan cosas las llamamos menores». Asimismo, Ndongo subió un audio de la víctima a Twitter, lo que le acarreó una investigación de la Agencia Española de Protección de Datos en 2021.